# Kis facincér
A kis facincér (Ropalopus macropus) a cincérfélék családjába tartozó, Közép- és Kelet-Európában honos, lombos fákon élő bogárfaj. 

## Megjelenése
A kis facincér testhossza 7-14 mm. Az előtor oldalai erősen íveltek, kissé szögletesek; a szárnyfedők oldalvonalai majdnem a végükig párhuzamosak vagy kissé keskenyedők. Egész teste zsírfényű fekete, lábai, combjai is feketék. Az előtor durván és sűrűn, ráncosan pontozott, a szárnyfedők nagyon sűrűn ráncolva pontozottak, majd finoman bőrszerűen ráncoltak.

## Elterjedése és életmódja
Közép- és Kelet-Európában honos, Közép-Németországtól a Kaukázusig és Nyugat-Oroszországig. Magyarországon országszerte előforduló, gyakori faj.  
Erdőszélek, fás rétek, erdős sztyeppek, elhanyagolt kertek, gyümölcsösök, fasorok lakója. Lárvája különféle lombos fák (Tölgy. bükk, dió, gesztenye, gyümölcsfák, stb.) 3-10 cm vastag, elhalt vagy elszáradóban lévő ágaiban él. A kéreg alatt él, sekély, lapos galériáit a szijácsba rágja, majd kicsit mélyebben (3-15 mm) bábkamrát készít. Fejlődése egy vagy két évig tart. Az imágó májustól júliusig rajzik, virágokat nem látogat, főleg tápnövényeinek száraz ágain tartózkodik. 

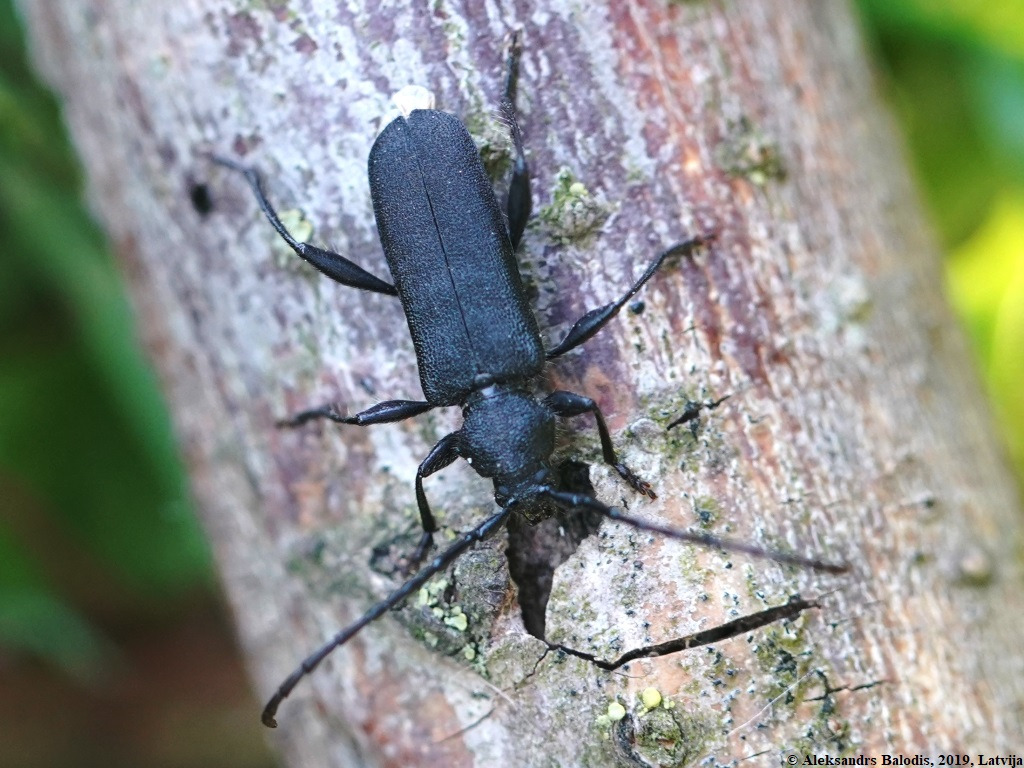
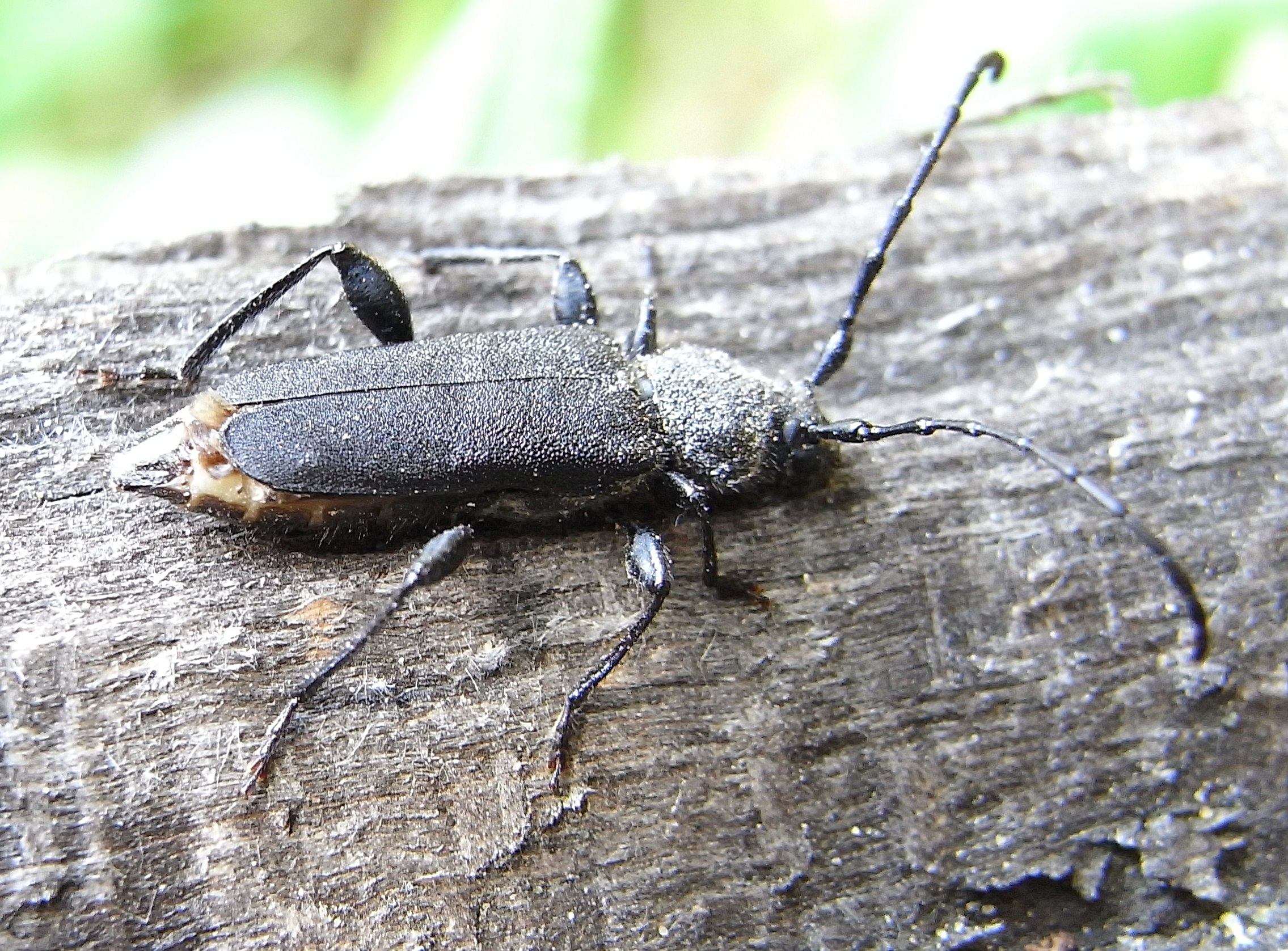
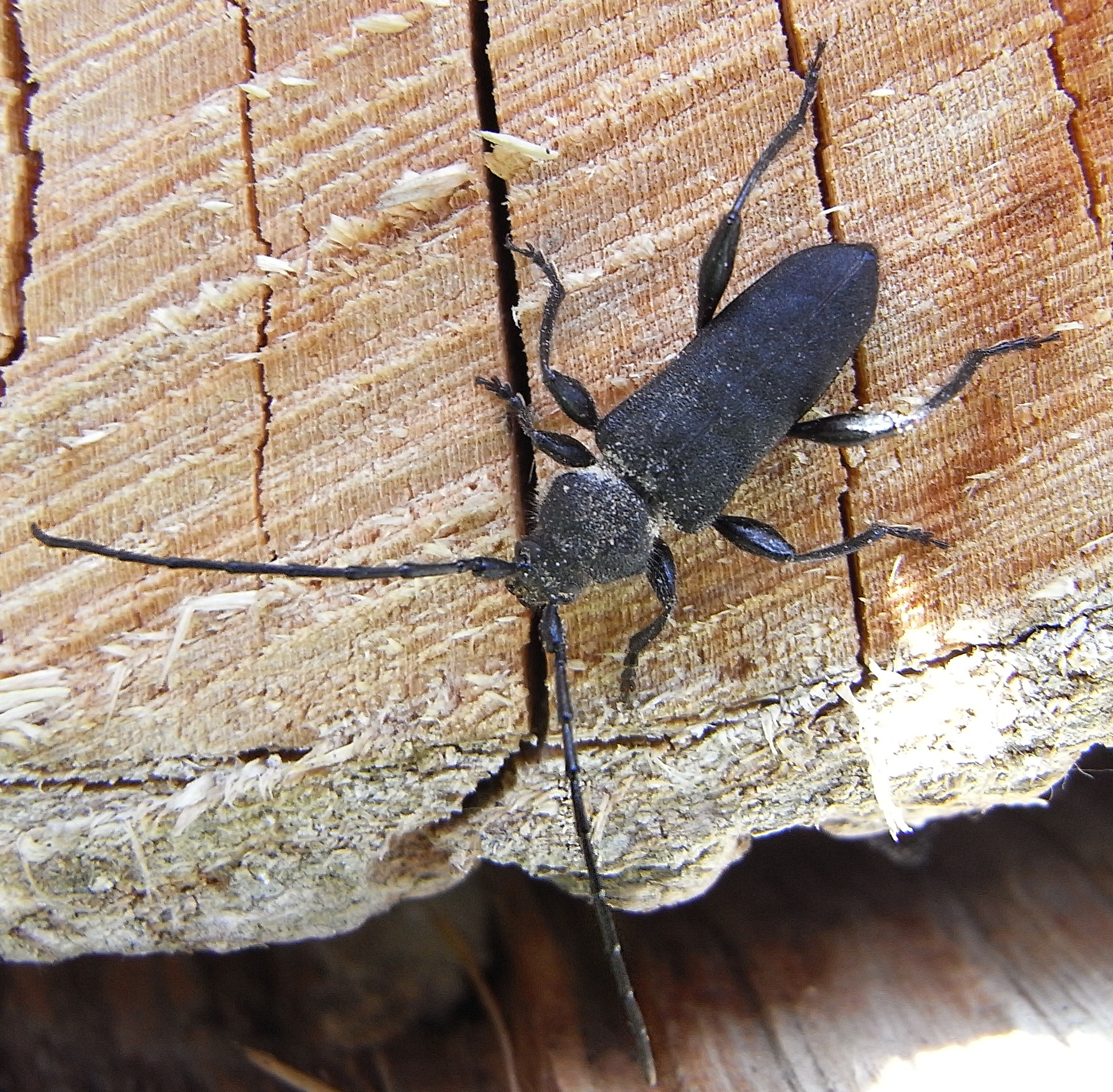
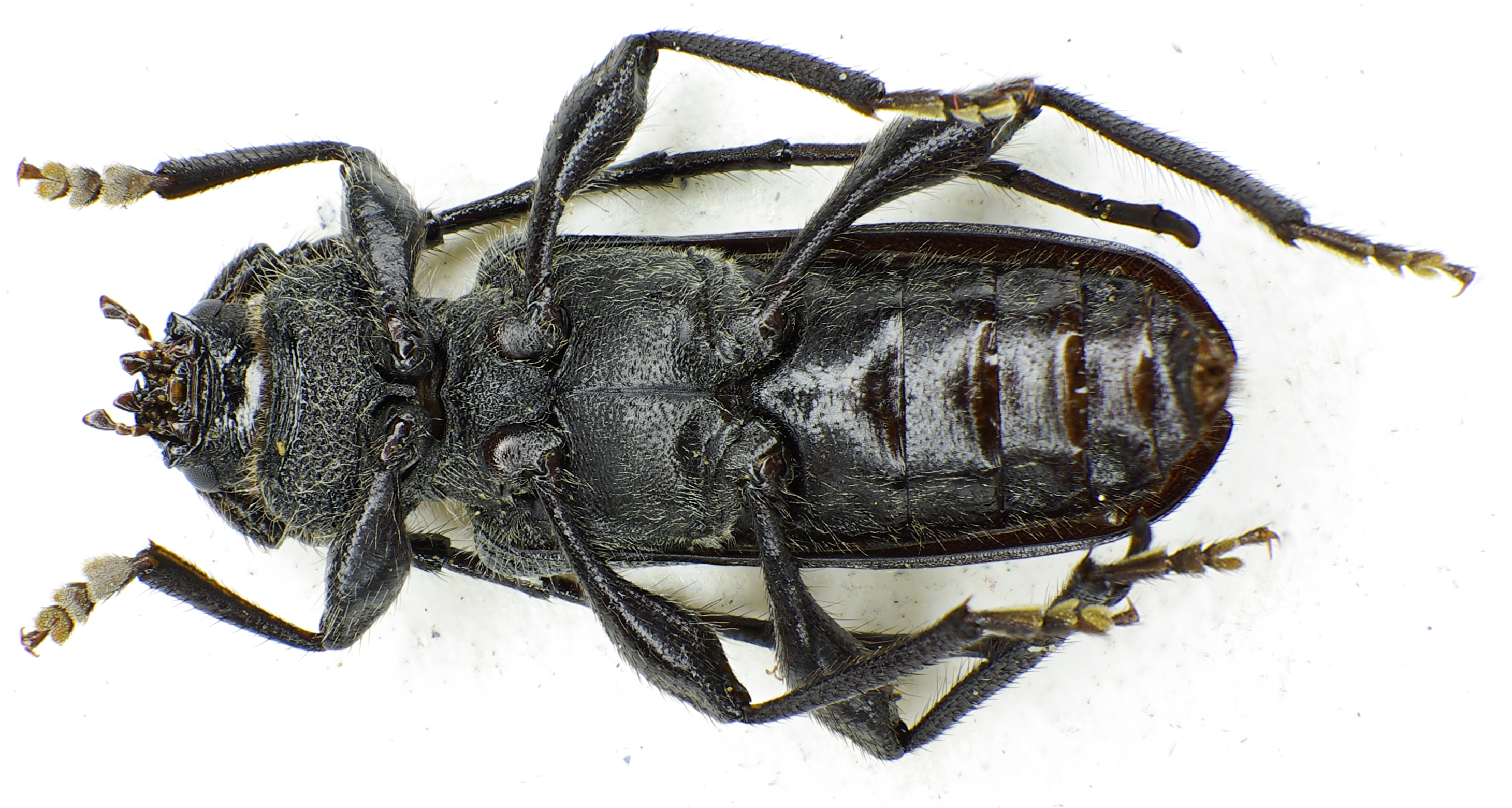
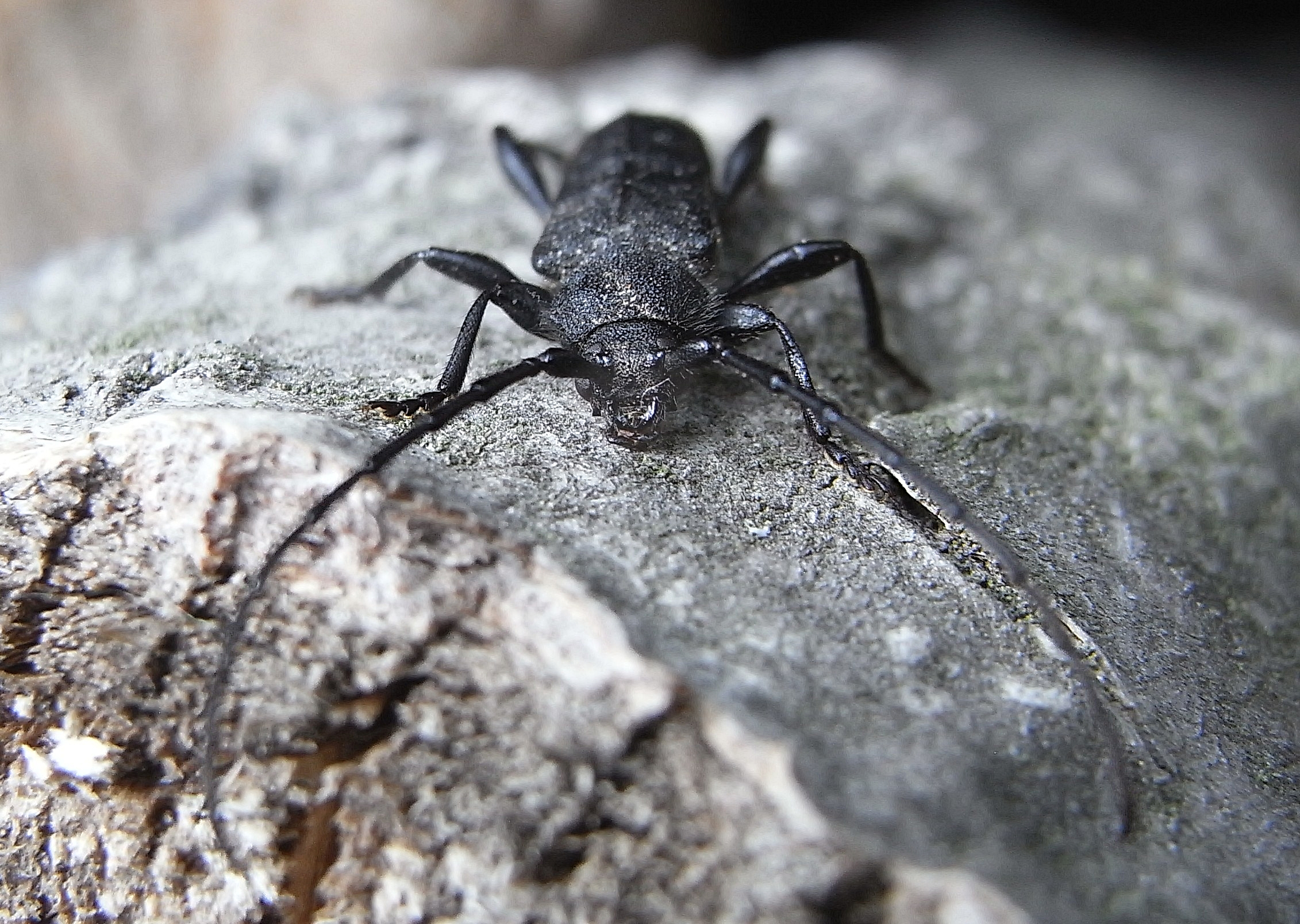

Magyarországon nem védett.